# Město Libavá
Město Libavá (deutsch  Stadt Liebau) ist eine Gemeinde im tschechischen Okres Olomouc (Bezirk Olmütz).  Bis Ende 2015 war es eine militärische Siedlung auf dem Truppenübungsplatz Libavá.

## Geographische Lage
Die Ortschaft  liegt in den Sudeten am Libavský potok in den Oderbergen, etwa 30 km nordöstlich von Olmütz.

## Geschichte
In Stadt Liebau befanden sich im Jahr 1929 345 Häuser mit 2.237 Einwohnern. Davon galten 2.181 als Deutsche (deutschsprachige Mährer) und 21 als Tschechen.
Durch das Münchner Abkommen wurde Stadt Liebau dem Deutschen Reich zugesprochen: im Jahr 1945 gehörte die Stadt  zum Landkreis Bärn im Regierungsbezirk Troppau im Reichsgau Sudetenland.
Nach dem Zweiten Weltkrieg wurde die deutschsprachige Bevölkerung nach Deutschland vertrieben. Gleich danach wurde das gesamte Gebiet um die Stadt herum für militärische Zwecke als Truppenübungsplatz genutzt.
Město Libavá war bis zu seiner Verkleinerung zum 1. Januar 2016 das Zentrum des militärischen Sperrgebietes. Die NATO-Truppen üben hier für verschiedene Einsatzarten. Die Verwaltung der Ortschaft war militärisch, nicht bürgerlich.
Am 10. und 11. Februar 2012 fand in Město Libavá eine Enquete statt, die praktisch einem örtlichen Referendum gleichkam. Die Frage lautete, ob die Einwohner den Anschluss an eine Nachbargemeinde oder die Wiederentstehung einer selbständigen Gemeinde wünschen. An der Enquete nahmen 49,9 % der Berechtigten teil, und für die Entstehung einer selbständigen Gemeinde, die auch den Ortsteil Heroltovice mit einschließt, votierten 97,8 % der Teilnehmer. Dagegen votierten nur 1,7 %. Das Resultat war rechtlich bindend.
Im Zuge der Verkleinerung der Truppenübungsplätze und gemäß der Entscheidung der großen Mehrheit der Einwohner schied Město Libavá mit dem Ortsteil Heroltovice ab dem 1. Januar 2016 (nicht ab dem 1. Januar 2015, wie früher geplant) aus der militärischen Verwaltung aus und bildet seither eine selbständige Gemeinde mit dem alten Namen.
Auf einem Platz in der Ortsmitte erinnert ein Gedenkstein an die sogenannten „Schwarzen Barone“ („Černí baroni“), die zwischen 1950 und 1954 zu Zwangsarbeit in den Technischen Hilfsbataillonen (Pomocný technický prapor) verpflichtet waren.

## Demographie
| Jahr | Einwohner | Anmerkungen        |
| ---- | --------- | ------------------ |
| 1834 | 1.522     | [ 7 ]              |
| 1900 | 2.483     | deutsche Einwohner |
| 1930 | 2.113     | [ 9 ]              |
| 1939 | 2.185     | [ 9 ]              |

1991 hatte der Ort 361 Einwohner. Im Jahre 2001 bestand Město Libavá aus 123 Wohnhäusern, in denen 585 Menschen lebten.

## Gemeindegliederung
Die Gemeinde Město Libavá besteht aus den Ortsteilen Heroltovice (Herlsdorf) und Město Libavá (Stadt Liebau). Grundsiedlungseinheiten sind Dřemovice (Drömsdorf), Heroltovice, Město Libavá und Stará Voda (Altwasser). Zu Město Libavá gehören außerdem die Ortslage Předměstí Libavá (Vorstadt Liebau) und die Wüstung Bělá (Seibersdorf).
Das Gemeindegebiet gliedert sich in die Katastralbezirke Město Libavá, Město Libavá I und Město Libavá II.

## Söhne und Töchter der Gemeinde
- Johannes Oesterreicher (1904–1993), katholischer Theologe und Vertreter jüdisch-katholischer Verständigung
- Ignaz Czapka (1791–1881), Bürgermeister von Wien (1838–1848).

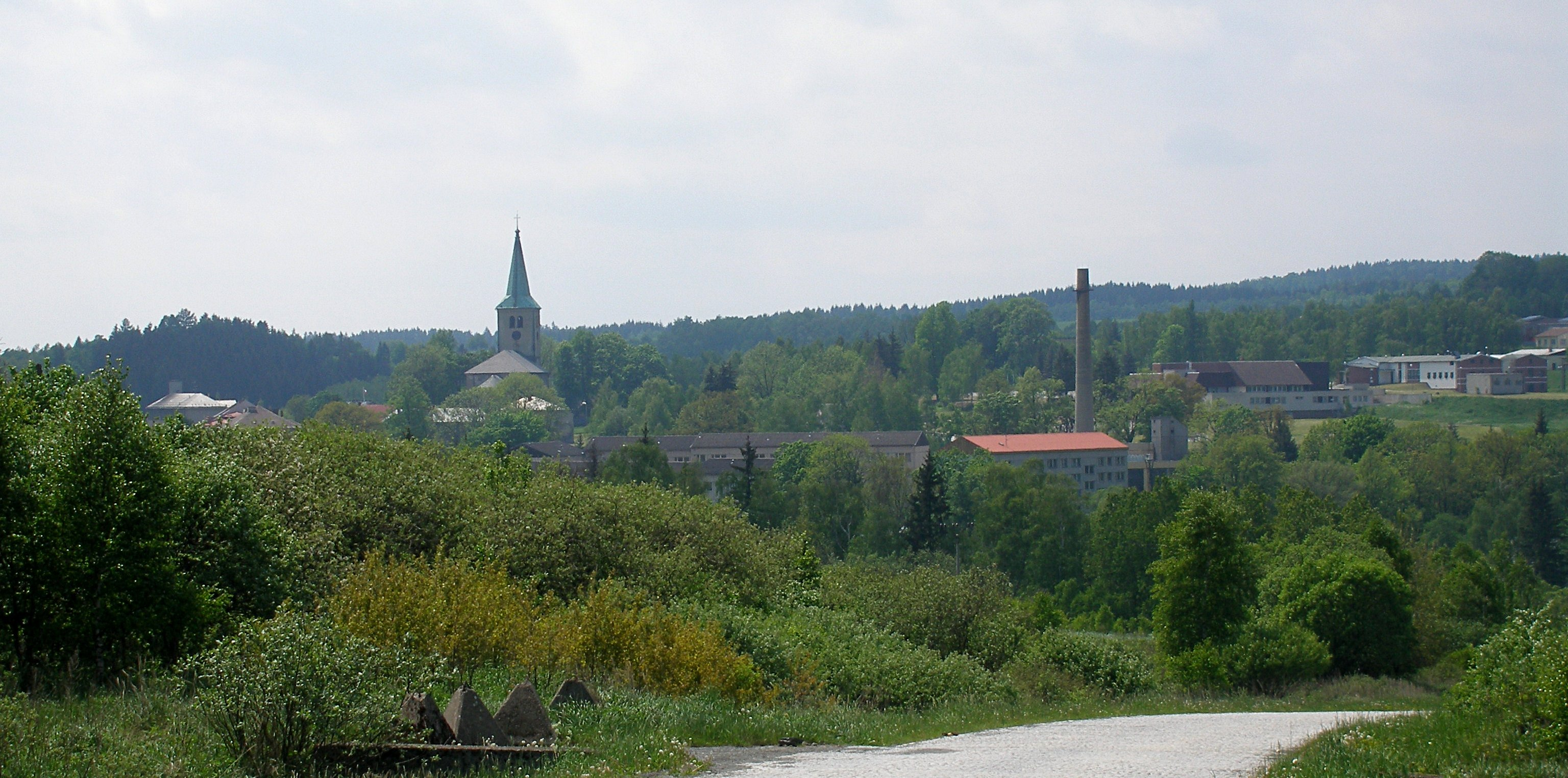
Panorama-Ansicht von Město Libavá
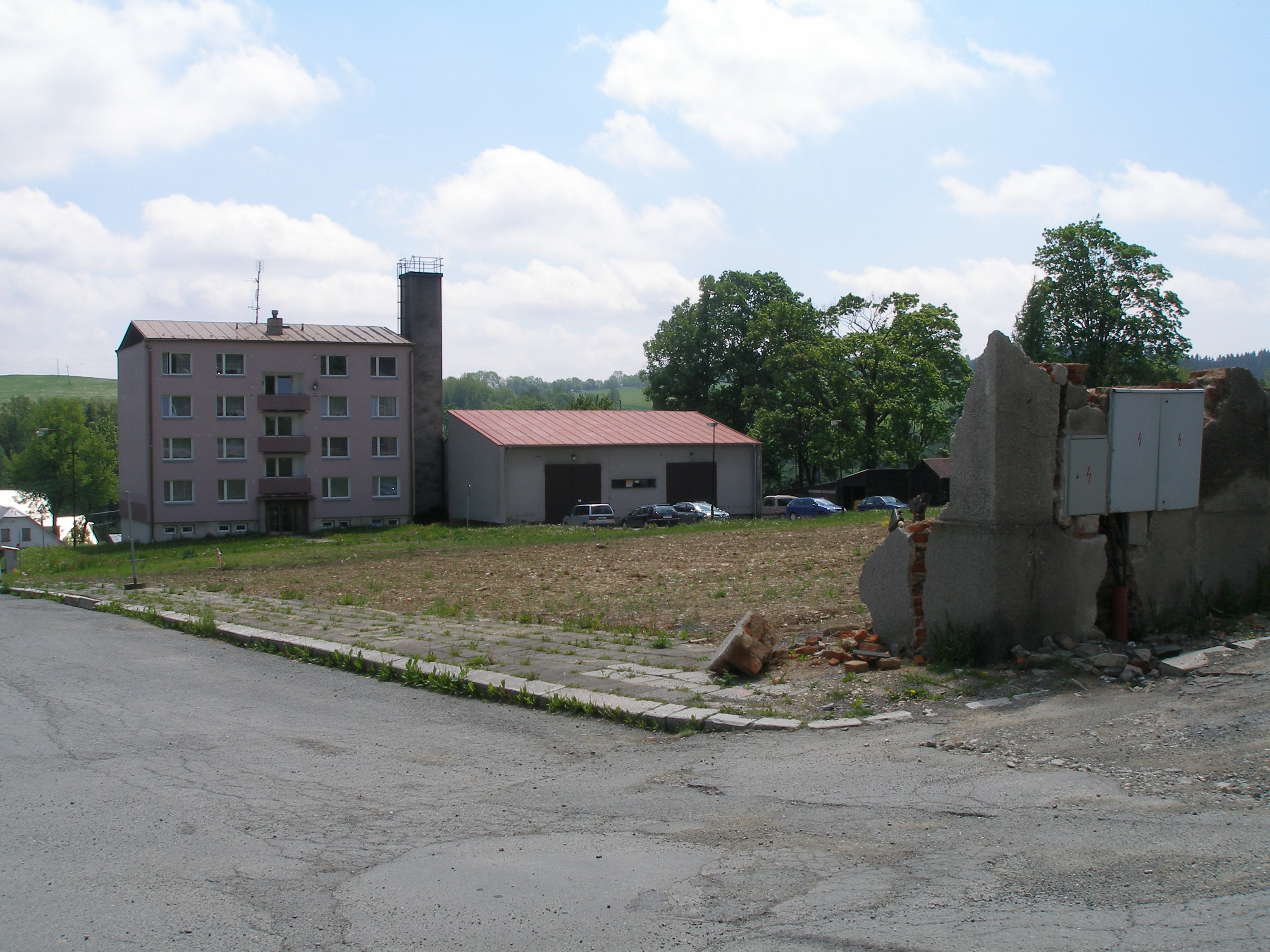
Zerstörte südwestliche Seite des Zentrums von Město Libavá
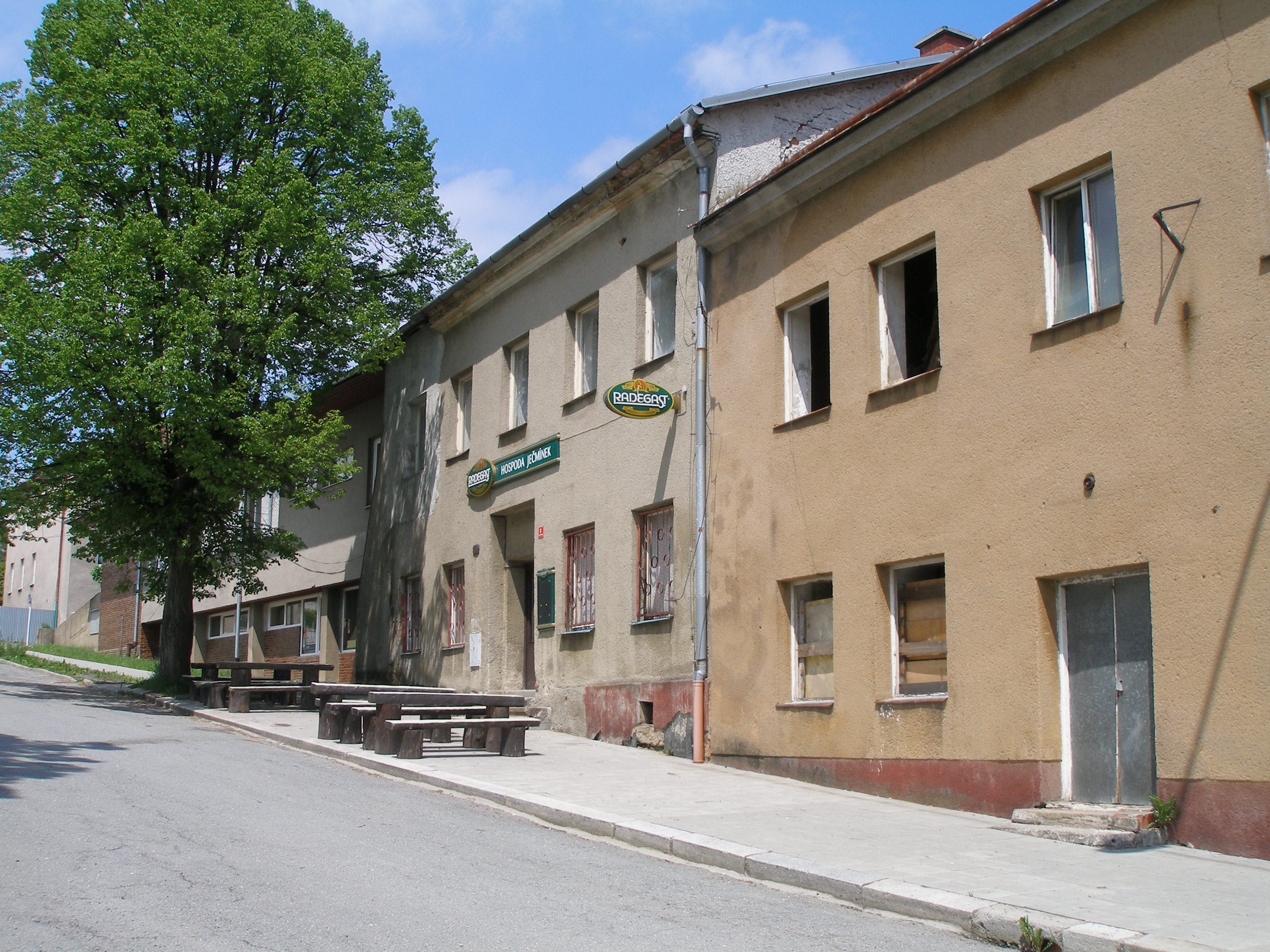
Nordöstliche Seite des Zentrums von Město Libavá
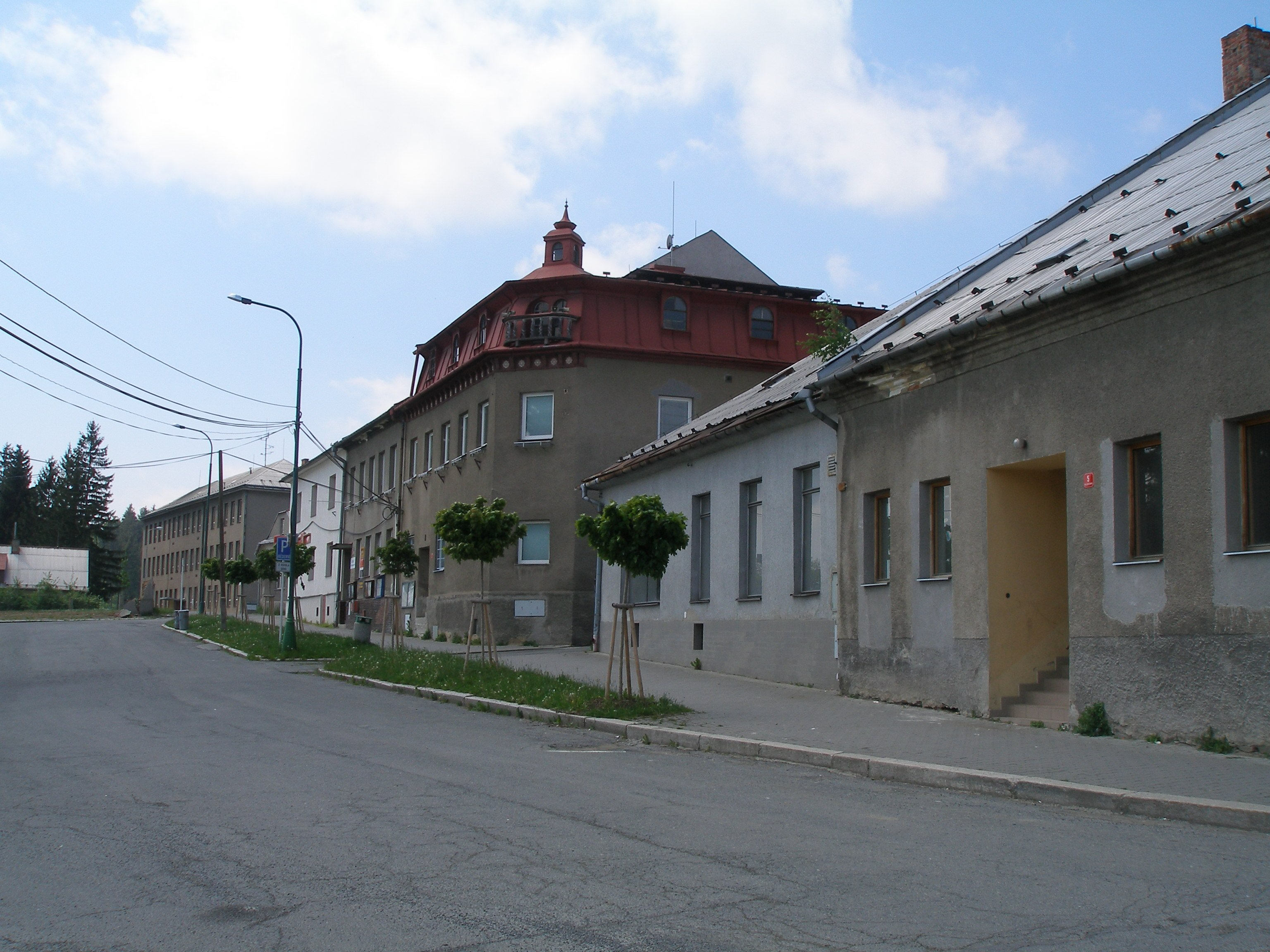
Nordwestliche Seite des Zentrums von Město Libavá